# Арша (приток Тирляна)
Арша́ (баш. Арша) — река в России, протекает по Белорецкому району Башкортостана.

## География и гидрология
Высота истока — 734 м над уровнем моря. В верховьях реки расположен населённый пункт Верхнеаршинский. Река впадает в Тирлянское водохранилище на реке Тирлян по левому берегу в 3 км от её устья. Длина реки составляет 32 км, площадь водосборного бассейна — 133 км².

## Данные водного реестра
По данным государственного водного реестра России относится к Камскому бассейновому округу, водохозяйственный участок реки — Белая от истока до водомерного поста Арский Камень, речной подбассейн реки — Белая. Речной бассейн реки — Кама.
Код объекта в государственном водном реестре — 10010200112111100016878.

## Топографические карты
- Лист карты N-40-70 Тирлянский. Масштаб: 1 : 100 000. Издание 1979 г.
- Лист карты N-40-58 Тюлюк. Масштаб: 1 : 100 000. Состояние местности на 1985 год. Издание 1987 г.